# 고성 옥천사 대웅전
고성 옥천사 대웅전(固城 玉泉寺 大雄殿)은 대한민국 경상남도 고성군 개천면 북평리, 옥천사에 있는 신라 시대의 대웅전이다. 1974년 12월 28일 경상남도의 유형문화재 제132호로 지정되었다.

## 개요
옥천사는 연화산 기슭에 있는 절로 신라 문무왕 16년(676)에 의상이 지었으며, 임진왜란 때 불에 타 없어진 것을 인조 17년(1639)에 다시 지었다.
옥천사 대웅전은 절의 중심에 있는 법당으로 석가모니를 모시는 건물이다. 임진왜란 때 불타 없어진 것을 효종 8년(1657)에 용성화상이 다시 지었으며, 그 후에 여러 차례의 수리를 거쳐 오늘에 이르고 있다.
앞면 3칸·옆면 2칸으로 1층이며, 지붕 옆면이 여덟 팔(八)자 모양인 팔작지붕집이다. 지붕 처마를 받치기 위해 장식하여 만든 공포는 기둥 위와 기둥 사이에도 있는 다포계 양식이다. 내부의 천장은 2단으로 된 우물천장이고, 불단이 있으며 그 뒤에는 탱화가 걸려있다. 대웅전 앞에는 좌우에 당간지주가 있다.
옥천사 대웅전은 조선시대 법당의 전형을 보여주는 건물이다.

## 현지 안내문
이 대웅전은 임진왜란 때 소실된 것을 1657년(효종 8)에 용성화상이 중창하였으며 그 후 여러차례 중수하였다. 대웅전은 정면 3칸, 측면 2칸으로, 팔작지붕의 다포계 양식 건물이다. 건물의 규모는 일반 대웅전과 비슷하나, 마주보고 있는 자방루나 적묵당의 크기에 비하면 초라하리만큼 작은 편이다. 앞마당의 뜰도 바방루에 비해 훨씬 작고, 부속 건물에 둘러싸여 답답한 느낌을 준다. 다만 높이 쌓은 석축 위에 건물을 조성함으로써, 이곳을 찾는 사람이면 누구든 위를 올려보게 하여 중심건물이 갖는 당당한 권위를 나타내고 있다. 또한 건물의 부재 들 역시 고급스럽고 튼실하여 조선후기 남해안 지방에 건립된 일반 사찰에 비해 훨씬 고급스러운 자태를 뽐내고 있다. 기둥의 장식물들은 길게 뻗어있으면서도 완만하게 상승하고 있어서 힘과 유려함을 동시에 느끼게 해 주고 있다. 전체적으로 보아, 이 대웅전은 조선 후기 다포계 팔작집의 화려한 격식을 제대로 갖추고 있으므로, 당시의 대웅전 건축 양식을 이해하는 데 좋은 자료가 되고 있다.

## 참고 자료
- 옥천사대웅전 - 국가유산청 국가유산포털